# Croatia Open Umag 1990
Il Croatia Open Umag 1990 è stato un torneo di tennis giocato sulla terra rossa. È stata la 1ª edizione del torneo, che fa parte della categoria World Series nell'ambito dell'ATP Tour 1990. Si è giocato a Umago in Croazia dal 14 al 20 agosto 1990.

## Campioni

### Singolare maschile
Goran Prpić ha battuto in finale  Goran Ivanišević con il punteggio di 6–3, 4–6, 6–4

### Doppio maschile
Vojtěch Flégl /  Daniel Vacek hanno battuto in finale  Andrej Čerkasov /  Andrej Ol'chovskij con il punteggio di 6–4, 6–4